# Жолбасшы (Акмолинская область)
Жолбасшы́ (каз. Жолбасшы) — село в Ерейментауском районе Акмолинской области Казахстана. Входит в состав Акмырзинского сельского округа. Код КАТО — 114633300.

## География
Село расположено на берегу реки Акмырза, в западной части района, на расстоянии примерно 43 километров (по прямой) к западу от административного центра района — города Ерейментау, в 14 километрах к юго-востоку от административного центра сельского округа — аула Акмырза.
Абсолютная высота — 306 метров над уровнем моря.
Ближайшие населённые пункты: аул Акмырза — на северо-западе, село Балыкты — на востоке.
Через село проходит проселочная дорога «Новомарковка — Еркиншилик».

## Население
В 1989 году население села составляло 116 человек (из них русские — 35 %, казахи — 26 %).
В 1999 году население села составляло 253 человека (128 мужчин и 125 женщин). По данным переписи 2009 года, в селе проживали 73 человека (41 мужчина и 32 женщины).
| Численность населения | Численность населения | Численность населения |
| 1989                  | 1999                  | 2009                  |
| --------------------- | --------------------- | --------------------- |
| 116                   | ↗253                  | ↘73                   |

## Известные жители
- Бимжанов, Тусумбай (1981—1983) — Герой Социалистического Труда.

## Улицы[5]
- ул. Жолбасшы